# Древнегреческая литература
Древнегреческая литература — совокупность литературных произведений на древнегреческом языке.
Отличавшая древнего эллина способность живо воспринимать окружающее и быстро отзываться на него, проникать глубоко в основные мотивы явлений и улавливать их типические, существенные черты, пластичность греческой речи, позволявшая эллину выражать легко и точно каждую свою мысль и настроение со всеми их оттенками, сообщили древнегреческой литературе гуманистический характер.
Крайними пределами истории древнегреческой литературы следует признавать XI век до н. э., когда сложились многочисленные сказания о героях Троянской войны (несколько веков передававшиеся в устной форме), и первую половину VI века н. э., когда по распоряжению императора Юстиниана (529) были закрыты философские школы в Афинах.
В этом промежутке времени различаются два отдела:
- один — от начала литературы до III в. до н. э., по преимуществу творческий;
- другой — от начала александрийской учёности до Юстиниана, по преимуществу время изучения прежней литературы и усвоения древнегреческой образованности другими народностями.

В творческой эпохе греческой литературы различаются два периода:
- развитие эпоса, лирики, возникновение драмы и всех видов прозы — приблизительно до 480 г. до н. э.,
- другой период, аттический, пора высшего процветания драмы, красноречия, философии, историографии с переходом к точным наукам.

В первом периоде руководящая роль принадлежала колониям, во втором неоспоримо господствовали Афины.

## Архаический период (VIII в. до н. э. — VI в. до н. э.)

### Эпос

#### Гомер
Главное литературное явление первого периода — так называемые гомеровские поэмы, представляющие собою завершение длинного ряда меньших опытов легендарной поэзии, а также религиозного и бытового песнотворчества. Задолго до появления на свет Иллиады и Одиссеи, древнейших памятников Г. литературы, сложились образы главных эллинских божеств и героев троянского и дотроянского времени, установились типические черты богов и полубогов, их генеалогии, образовались эпитеты, выработана была стихотворная форма, пригодная для повествования и т. д. Иллиада и Одиссея вмещали в себе лишь небольшую часть сюжетов и эпизодов, обработанных раньше многими поколениями рассказчиков и певцов. К этой древнейшей поэзии греков, не исключая и гомеровских поэм, нельзя относиться так, как мы относимся обыкновенно к произведениям сознательно поэтическим. Воображать себе, будто древний поэт, полный веры в священную старину, руководствовался в своём творчестве только требованиями поэзии и именно особого вида её, в данном случае эпоса, что он только в силу этих требований изменял одно в своём материале, устранял другое, добавлял третье — значит наши собственные понятия переносить на такие времена и бытовые условия, когда они вовсе не могли иметь места. Каждый последующий певец, продолжая дело предшественников, брал от них то, что казалось ему наиболее согласным с природою божества или с характером героя; иногда певец довольствовался сопоставлением нескольких вариантов, мало смущаясь разногласиями между ними и даже не всегда их замечая. Только твёрдо памятуя эту историческую точку зрения, можно уберечь себя от субъективных построений и увлечений в разъяснении древнейших памятников греч. поэзии — тех увлечений, какими преисполнен так называемый гомеровский вопрос (см. Гомер).
Колыбелью греческой поэзии была богато одарённая от природы северо-восточная область Фессалии, Пиерия, или Фракия, родина муз, место деятельности мифических поэтов: Орфея, Мусея, Евмолпа, Памфа, Фамириса. Отсюда поклонение музам распространилось к югу, на Фокиду, Беотию, Аттику. Занятие поэзией находилось здесь в связи преимущественно с культами Зевса, Диониса и Деметры. Другая группа певцов, с Оленом во главе, соединялась около Аполлона в Ликии, на Крите и в Дельфах. Кажется, служителями этого божества был изобретён героический стих, или дактилический гекзаметр.
Музыка, именно игра на форминге или кифаре, лире, поставлена в теснейшую связь с поэзией. Этот же подготовительный период характеризуется влиянием малоазийских народов, родственных эллинам, — главным образом фригийцев и ликиян. Рядом с песней, преимущественно религиозного характера, существовали с незапамятных времён более или менее занимательные рассказы о громких подвигах отдельных личностей — богатырей, вождей, правителей — и целых общин; подобные рассказы, умножаясь в числе по мере совершения новых подвигов, соединяли в себе разнородные элементы мифа и действительности, изображали богов и людей в постоянных отношениях и взаимодействии, людей наделяли сверхчеловеческими свойствами, богов низводили до уровня смертных. Если события близкие, только что совершившиеся, понимались и изображались поэтами не иначе, как в виде необычайных деяний богов или при непосредственном их участии, то давность события открывала тем больший простор для вымысла и чудесного: без этого современность и история представлялись бы древнему эллину столь же мало вразумительными и интересными, как нам подобное изображение кажется неправдоподобным и произвольным.
Геракл, Тезеи, Язоын, Персеи, Мелеагры, Амфиараи и многие другие упоминаются в гомеровских поэмах как хорошо известные представители давнего, грандиозного прошлого, отодвинутого вдаль воспоминаниями ближайших событий, различными эпизодами Троянской войны и приключениями её героев. Троянская война как первое славное дело всей Эллады, совершившееся до так называемого возвращения Гераклидов в Пелопоннес и до основания малоазийских колоний, стала надолго любимым предметом рассказов и песнопений, образчиками коих могут служить песни Фемия и Демодока в Одиссее. Многочисленные, первоначально короткие песни троянского цикла вызвали в X—IX вв. до н. э. гениальную попытку создать цельные поэмы с центральным героем и событием в каждой, с небывалою дотоле обрисовкою характеров, с чрезвычайным разнообразием положений, объединяемых моральными воззрениями автора; получились древнейшие бессмертные памятники греческой и вообще европейской литературы, до наших дней неразрывно связанные с именем Гомера. Мы из Одиссеи знаем, что древний эллин любил новые песни о недавних событиях, и потому начатки троянского эпоса необходимо приурочивать ещё к собственной Элладе, более всего к Фессалии и Арголиде, родным местам первенствующих ахейских героев, и относить появление их ко времени самой войны и к непосредственно за войною следовавшему. Полного расцвета эпическая поэзия достигла, однако, лишь на малоазийском побережье, в колониях, преимущественно ионийских, хотя ионические поэты только продолжали и совершенствовали дело эолян.
Древние поэты были исполнителями своих и чужих песен, певцами (аэды), которые при исполнении пользовались аккомпанементом на форминге. На торжествах народа или правителей и вождей подобные певцы-поэты были желаннейшими и почётнейшими гостями. Удаляясь под Трою, Агамемнон доверил супругу свою домашнему певцу. Аэды были ближайшими хранителями и распространителями гомеровских поэм и иных песен. За аэдами следовали декламаторы-рапсоды, на общественных собраниях произносившие чужие песни без музыкального аккомпанемента, зато драматизировавшие своё исполнение при помощи мимики и костюмов. С первой половины VIII и до середины VI в. до н. э. ряд поэтов задавался мыслью изложить в стихотворной форме, по образцам гомеровским, по возможности весь цикл троянских сказаний. Это — поэты-циклики: Арктин, Стасин, Лесхес, Агий, Евгаммон, не обладавшие ни дарованием, ни искренним воодушевлением родоначальников эпоса. Рядом с троянским существовали и обрабатывались подобными же поэтами циклы сказаний о Фивах (Фиваида, Эпигоны), о подвигах Геракла. Киклические поэмы, по объёму иногда превосходившие Одиссею, имели для позднейших поэтов, историков, философов, антиквариев значение и интерес сборников мифов и сказаний, пригодных для поэтических или моралистических целей.

#### Гомеровские гимны
В тесной связи с именем Гомера находятся так называемые Гомеровские гимны, дошедшие до нас в виде 34 песен, неодинаковых по объёму и разновременных по происхождению. Время образования этих песен, служивших на религиозных празднествах вступлениями к декламации гомеровских песен — VIII—V вв. до н. э. Составлялись они в кружках рапсодов. Гомеру ещё Аристотель приписывал древнейшую юмористическую поэму Маргит (глуповатый всезнайка), а Илиада стала основой для сатирического произведения Война мышей и лягушек.

#### Гесиод
Уже в гомеровских поэмах можно наблюдать присутствие элементов наставительного эпоса, выражение недовольства существующими отношениями и желание большей правды в людских делах. В результате такого настроения явилась поэма Работы и дни. С другой стороны, рано чувствовалась потребность в связных систематических представлениях о богах, о первоначальной истории мира и человеческих обществ, о взаимных отношениях между божествами, героями и простыми смертными. Ответом на эти запросы служила Теогония. Обе поэмы, религиозно-наставительного характера, возникли в рамках беотийской школы певцов и принадлежали уроженцу Аскры Гесиоду. Гомер и Гесиод почитались у древних греков как создатели теогонии и теологии; их имена обыкновенно употреблялись рядом, нераздельно (хотя, как показали позднейшие исследования, поэмы создавались не одновременно).

### Элегия
По мере того, как общественная и личная жизнь становилась разнообразнее и сложнее, особенно в богатеющих торговых колониях, нарождались и новые формы поэтического творчества. В политическом общежитии наследственная монархия уступила место олигархическому или демократическому правлению или вышедшей из борьбы партий и вначале опиравшейся на народ тирании. Поэзия много потеряла в торжественности, но не меньше выиграла в практическом, житейском значении; из вдохновенных глашатаев муз или Аполлона поэты обратились в простых смертных, выдававшихся над толпою большею отзывчивостью, мудростью практических советов или меткостью и язвительностью критики. Достаточно напомнить, что в рядах поэтов того времени почётнейшее место принадлежало великому афинскому законодателю Солону; что другой афинский гражданин, Тиртей, добывал своими песнями победы спартанцам; что Феогнид пользовался стихотворной формой для беспощадного преследования политических противников, и проч. Самая форма стихотворений — элегическое двустишие из гекзаметра и пентаметра — отличалась в сравнении с эпическим стихом краткостью и выразительностью, а ямбический размер сатирических стихотворений ещё больше сближал поэтическую речь с обыденной, разговорной.
Злоба дня в её бесконечном разнообразии и волновавшие наблюдателя чувства были предметом поэтического выражения в элегиях и ямбах в течение VII и VI вв.; выработанными тогда стихотворными формами охотно пользовались, впрочем, и впоследствии.
Древние элегии исполнялись под аккомпанемент флейты. Из числа элегических и ямбических поэтов Каллин, Симонид, Мимнерм, Фокилид, Ксенофан, Гиппонакт, Архилох принадлежали малоазийским городам и островам; Солон, Феогнид, Тиртей были уроженцы Аттики и Мегары. Хотя эпос и элегия развивались и не без связи с музыкою, но первое время музыка была довольно проста и монотонна; стихотворные тексты декламировались и совершенствовались независимо от музыкального аккомпанемента.

### Лирика

Сапфо и Алкей, Лоуренс Альма-Тадема, 1881 год, Walters Art Museum

Не так было с поэзией собственно лирической, или песенной (мелической), успехи которой были подготовлены развитием музыки и которая отдельно от музыки не существовала; иногда к музыке присоединялись и ритмические движения, орхестика. Начатки лирики содержались в древнейших народных песнях, но сознательная разработка её в связи с музыкой начинается с Терпандра, лесбийца родом, который в VII веке до н. э. на карнейских и пифийских собраниях в Спарте и Дельфах выступил (с семиструнной лирой вместо первобытной четырёхструнной) как исполнитель религиозных песнопений, номов, с усовершенствованным музыкальным аккомпанементом. Он открыл гамму звуков, установил основные гармонии, лады греческой музыки и вообще положил начало систематическому музыкальному искусству. Греческая лирика делилась на собственно песню и хоровое пение (энкомии, эпиникии, пеаны, дифирамбы и проч.) и развивалась в одно время с элегией и ямбом: Терпандр предшествовал Архилоху, а в одно время с Солоном жили главные представители обоих видов лирики: Алкей, Сафо (Сапфо), Стесихор. Элегия и ямбы примыкали по языку к ионийскому эпосу, лирическая поэзия, по самой своей природе более индивидуальная, представляла бесконечное разнообразие наречий и местных говоров в теснейшей зависимости каждого поэта от его родины и места деятельности. Ионийские, эолийские, дорийские говоры были равноправны в лирике. Не меньшим разнообразием отличалось стихосложение лирических песен в зависимости от личности поэта и от тончайших оттенков выражаемого в песне настроения. Если номы и просодии Терпандра и Клонаса, исполнявшиеся под аккомпанемент кифары или флейты, пользовались размерами, ранее их вошедшими в употребление, — гекзаметром, ямбом и элегическим двустишием, то последующие лирики обнаруживали в этом отношении необычайную изобретательность и свободу творчества. Впрочем, и раньше уже, главным образом гением Архилоха, введены были в обращение, кроме гекзаметра и пентаметра, ямбы, трохеи, анапесты.
Из выдающихся лириков чуть не каждый или прибавлял новые стихотворные формы, навсегда удерживавшие за собою имена творцов своих, или налагал печать собственной индивидуальности на формы уже существующие, изменяя и совершенствуя их. В отношении изобретательности всех лириков превзошёл спартанский поэт половины VII в. до н. э., Алкман, у которого впервые находим размеры ионийские и логахдические; он же первый употреблял размер, оказавшийся весьма пригодным для хвалебных стихотворений. Начинания Алкмана нашли себе продолжателя в Стесихоре из Гимеры.
В среде лириков вошло в обычай расчленение стихотворения на строфы, начало чему дано было уже элегическим двустишием: это — объединённые в своих частях группы стихов, или правильно чередующиеся, или меняющиеся в своём построении. Вообще в древнегреческой лирике различаются направления эолийское и ионийское, с одной стороны, и дорийское, с другой. Главные представители первого — Алкей, Сафо, Анакреон, второго — Алкман, Стесихор, Ибик, Симонид из Кеоса, Арион, Вакхилид, Пиндар. Только первые поэты — лирики в нашем смысле слова, выражавшие в своих произведениях личные душевные состояния; вторые, собственно греческие лирики, занимавшие в греческой жизни более почётное место, назначали свои песни прежде всего для украшения празднества прославления богов и т. п., вследствие чего содержание их произведений было более общего, нежели личного характера; не страстность, но торжественность были отличительною чертою этой дорийской поэзии. Одни песни назначались для исполнения одним голосом, в частной жизни отдельных граждан; другие были хоровые и имели значение преимущественно религиозно-общественное, исполнялись в публичных местах. Строение песен первой категории было несравненно проще; здесь допускалось непрерывное чередование отдельных стихов, или же строфы одинакового строения следовали одна за другою. Несравненно большим разнообразием отличалось строфическое строение хоровых песен, особенно со времени Стесихора, который ввёл в стихосложение чередование тройных групп — строфы, антистрофы и эпода, — соответственно движениям хора вправо, обратному влево и заключительному нахождению на месте. Хоровые песни были значительнее и по объёму. Победные песни Пиндара — на эпическом наречии, с сильною примесью доризмов, — составленные во славу победителей на четырёх общеэллинских празднествах и дошедшие до нас в числе 44, являются единственными и великолепнейшими образчиками хоровой греч. лирики. Одна из форм этой же лирики, дифирамб, послужила источником трагедии, а из шуточных хоровых песен, тоже в честь Диониса или Вакха, вышла комедия.

### Ранний театр
Исконные начатки драмы, содержавшиеся в самой жизни древнего грека и особенно в культе Диониса, быстро развились до классических образцов драматической поэзии благодаря достигнутым раньше успехам лирики, в частности — дифирамба. Дифирамбический хор оформил Арион из Коринфа, а знаменитейшие лирики распространили дифирамбическую песню с Диониса и на другие мифические личности[что?]. Уже при Солоне, в начале VI в. до н. э., в Афинах можно было видеть первые опыты драматизирования дифирамба при помощи одного актёра, которым был сам виновник нововведения, икариец Феспид. Драматические представления (прежде трагедия, потом и комедия) заняли место наряду с дифирамбом в чествовании Диониса, и так как это были народные празднества по преимуществу, так как при важнейших из них присутствовали в большом числе и иноземцы, то государство было заинтересовано в возможно более великолепном и привлекательном исполнении их, и драматические писатели находили достаточное для себя удовлетворение и поощрение в горячем сочувствии и понимании многотысячной публики. Феспид, Херил, Пратина, Фриних — немногие предшественники отца трагедии, Эсхила. Глубина и разнообразие психологических наблюдений, напряжённый интерес к чисто человеческим сторонам мифических и легендарных героев, старательная мотивировка их решений и столкновений, законосообразная комбинация внешних обстоятельств и душевных состояний действующих лиц — таковы черты аттической драмы, обеспечившие за нею на многие века просветительное значение. Изумительно быстрому росту драмы благоприятствовали также успехи государственности в Афинской республике и высокое общее развитие массы афинских граждан. Только при наличности свободных демократических учреждений стала возможною в Афинах древняя политическая комедия, вышедшая из фаллических песен и первоначально сложившаяся в дорийских Мегарах. Нравоописательная комедия, в первой поре развития также принадлежавшая дорянам, начала слагаться среди сицилийцев в VII в. до н. э.; это — старшая сестра средней и новой аттической комедии.

### Историография
Тому же периоду новых политических образований принадлежат первые опыты прозы историко-географической и философской, по своему содержанию тесно примыкающие к эпической поэзии и народной мифологии. Греческая историография началась с переложения в прозу поэтических сказаний в порядке хронологической последовательности и с записи достопримечательностей отдельных городов и народов. Кадм, Дионисий, Гекатей Милетский, Ксанф из Лидии, Харон из Лампсака, Гелланик из Митилены и др. были древнейшими историческими писателями.

### Философия
Представителями древнейшей греческой философии являются Фалес, Анаксимандр, Анаксимен, (т. н. милетская школа). В конце первого периода истории греческой литературы все части эллинского мира были охвачены политическим и умственным движением, а накопление богатств торговлей и промыслами и получение из Египта папируса — сравнительно дешёвого писчего материала — облегчали литературную производительность городских республик и содействовали их умственному сближению. Весьма характерными выразителями той эпохи возбуждения и повсеместной напряжённой деятельности были так называемые семь мудрецов (Биант, Хилон, Клеобул, Периандр, Питтак, Фалес, Солон) — рассеянные по разным городам практические деятели и учителя, которые в стихотворной, сжатой форме предлагали уроки житейской мудрости.

## Классический период
Началом следующего периода можно считать 478 год, когда образовался так называемый афинско-делийский союз и Афины на долгое время стали общепризнанным гегемоном значительной части Эллады.

### Трагедия
Искони в народной поэзии существовавшие зачатки драмы были обработаны в Афинах до уровня долговечнейших образцов драматического творчества. Хотя наличность высоко развитых форм эпоса и лирики сильно облегчала развитие аттической драмы, тем не менее и трагедия, и комедия были оригинальным созданием афинян, больше всего обязанным совокупности политических и культурных условий в Афинах. Из двух видов драмы трагедия по своим сюжетам тесно примыкала к народным сказаниям и мифам, а комедия черпала содержание из наблюдений над современными политическими деятелями, текущими общественными событиями, нравами и т. п. Поднимаясь над частными практическими интересами, трагедия вводила зрителей в круг интересов и понятий общего характера, религиозных, этических и общественных, воплощая их в типические образы, каждому близкие и понятные. Со стороны содержания произведения афинских трагиков были, по-видимому, только прямым продолжением Гомера и цикликов: те же освящённые верою имена и взаимные отношения божеств и героев, то же почтительное обращение с мифом, та же, до Еврипида по крайней мере, искренность веры. Тем знаменательнее были новые способы обработки народных сказаний, более гармонировавшие с светским настроением общества и с успехами обобщения в сфере мысли и чувства. Уже начиная с Эсхила, господствующим предметом изображения в трагедиях, а следовательно — и симпатий зрителя, стала душевная жизнь человека с её надеждами, опасениями, страстями. Мифическая старина сохранялась только как удобная, всеми признаваемая форма, под которой слышалось биение живой действительности; легендарные личности являлись истолкователями или выразителями того, чем жили современники трагика. Никогда раньше афинская публика не подходила так близко при посредстве поэтических изображений к естественной связи причин и последствий; никогда ещё не возвещалось ей в художественных образах столько правил религии и морали. Это была философия для народа. Необычайная популярность аттической трагедии явствует, между прочим, из того, что в течение V в. до н. э. написано было для афинского театра не меньше 1000 трагедий. К сожалению, из этого громадного числа трагедий до нас дошли всего 31 — по семи от Эсхила и Софокла и 17 от Еврипида, а также одна сатировская драма Еврипида, «Киклоп». На афинском театре держался до IV в. обычай ставить трагедии группами, так называемыми тетралогиями, причём представление трёх трагедий заключалось шаловливой пьесой наподобие нашего водевиля; хоры этих пьес состояли из сатиров, постоянных спутников Диониса, откуда и самое название сатировской драмы. От огромного числа афинских трагиков сохранились немногие имена и незначительные отрывки (классическое издание отрывков А. К. Наука совместно с П. В. Никитиным: «Fragmenta tragicorum graecorum», Лейпциг, 1889). Кроме Эсхила, Софокла и Еврипида, затмивших собою не только современных им трагиков, но и последующих, более известны Ион, Агафон, Ахей, Критий, Евфорион, Еврипид младший.

### Комедия
Параллельно с трагедией развивалась в Афинах комедия, перенесённая сюда из Мегар и только здесь достигшая высокой степени совершенства и огромного влияния на окружающее. Магнет, Кратин, Евполид, Кратет и др. подготовили полный расцвет аттической комедии в V в., в произведениях Аристофана, из 64 пьес которого дошли до нас 11. Наиболее характерною особенностью аристофановской комедии была парабаза, разрывавшая представление на две части. Это — песня, которую исполнял весь хор или корифей его и в которой от лица автора высказывались зрителям советы, предостережения, жалобы на литературных соперников и политических врагов автора, суждения о современных событиях и лицах и т. п. Политическая свобода, высокое умственное развитие граждан, а равно гений Аристофана и его предшественников преобразили грубый фарс, каким была комедия первоначально и осталась навсегда в других частях Эллады, в оригинальнейший вид драмы, совмещавший в себе черты беспощадной сатиры и памфлета, с одной стороны, истинно художественного создания — с другой. Конечно, критика аттической комедии, касалась ли она политики (Клеон), литературы (Еврипид) или философии (Сократ), была односторонняя и имела в виду вернуть доброе старое время марафономахов, вооружить общественное мнение против новаторов; поэтому значение древней комедии как источника для политической истории весьма относительное. Однако смех Аристофана не останавливался ни перед чем, проникая все сферы жизни и на самом деле подрывая традиционные начала. Блудливый Зевс, обжорливый и жадный до золота Гермес, Опора и Феория в виде гетер — таковы божества в комедии Мир. Поместившееся между небом и землею птичье царство грозит отнять у богов и жертвенный дым, и любовные наслаждения (Птицы). В Дедале Зевс изображён вором и обманщиком и т. п. Рядом с Еврипидом и Агафоном упрёкам Аристофана подвергался и торжественный, богобоязненный Эсхил. Последствия комедии получались далеко не те, каких, может быть, желал сам комик: не ослабляла, а скорее усиливала аттическая комедия дух сомнения и критики в современном обществе. Вопросы политические, частные и общие, социальные, литературные, педагогические, философские находили себе место в древней комедии, как можно видеть и по уцелевшим пьесам Аристофана, и обсуждались вкривь и вкось с не виданною ни раньше, ни позже свободою. Уже в числе комедий Аристофана есть несколько свободных от личных нападок (Птицы, Мир, Лисистрата, Богатство, Осы, Женское народное собрание); личная критика является в них лишь мимоходом, в виде намёков, уступая главное место сатире на целые направления в литературе и общественной жизни, а также на целые классы граждан. Так наз. средняя и новая комедия (от восстановления афинской демократии в 403 г. до александрийского периода), внешним образом отличавшаяся от аристофановской отсутствием хора, представляет собою только более постоянное и последовательное развитие тех элементов пародии на мифологические личности и на трагиков, а равно сатиры на общественные и домашние нравы, которые содержались в изобилии в самых зародышах аттической и вообще греческой комедии и в произведениях Аристофана; с другой стороны, не совсем были изгнаны из этих позднейших видов комедии и личные нападки на политических деятелей. Новая аттическая комедия нам известна почти исключительно по римским подражаниям Плавта и Теренция; у греков главный представитель её — Менандр.

### Риторика
Диалектика и красноречие всех видов входили существенными частями в поэтическую речь трагедии и комедии. Для житейских отношений в афинской демократии нужна была тщательно обработанная ораторская речь прозаическая. Свободное убедительное слово было сильнейшим рычагом успеха в афинской республике и даже больше: оно было одним из действительнейших средств самозащиты в делах политических и частных. Там, где в силу закона каждый гражданин обязан был свою тяжбу вести самолично и все судопроизводство было устное, публичное, состязательное, там, где общественное значение отдельной личности и активное участие в делах родины определялись прежде всего личными дарованиями, уменьем убедить полновластное собрание народа в выгодности предлагаемых мер, — там искусство ораторской речи и возможность научиться ему становились одним из предметов первой необходимости. Афинская республика в короткий сравнительно период времени произвела на свет большое число ораторов и учителей красноречия, не превзойдённых в последующие времена: Антифон, Андокид, Лисий, Исократ, Исей, Ликург, Гиперид, Демосфен и множество других. Афинская школа красноречия была создана софистами и учителями теории красноречия, уроженцами Сицилии. В произведениях знаменитых ораторов аттическая проза впервые достигла окончательного развития и с половины IV в. до н. э. поднялась на высоту литературного языка всех эллинов. Впрочем, древнейшим из уцелевших образцов аттической прозы должно считать приписываемый Ксенофонту трактат Об афинском государственном устройстве (425 до н. э.). Антифон, Лисия, Исократ дали образцы слога высокого, среднего и низкого, причём настоящим творцом эллинской литературной прозы был Исократ. Число учеников его было весьма велико; к ним принадлежали и историки-риторы IV века до н. э., Феопомп и Эфор. Но величайшим оратором Афин был Демосфен, учившийся у Исея. Вся жизнь Демосфена служит ярким свидетельством того, какою силою обладало общественное мнение в Афинах, а с другой стороны — и того, какого влияния достигал в Афинской республике гражданин, отдававшийся служению родине и достойным образом подготовивший себя к общественной деятельности.

### Философия
Драматическому диалогу в поэзии соответствовала разговорная литературная философская проза. Традицию диалога ввёл в философию Сократ (см. майевтика), на письме же её развил Платон, автор многочисленных диалогов, помимо философского значения отличавшихся высокими достоинствами как произведения литературные. Отвлеченные мысли Платон нередко воплощает в художественные образы. Часто разговор прерывается вдохновенным повествованием, возносящим читателя в мир высших понятий, надежд и желаний. Замечательнейшим учеником Платона был Аристотель, творец научной прозы. Продолжателем Аристотеля явился Феофраст.

### Историография
В IV в. до н. э. возникли наряду с прежними новые направления философской мысли — эпикуреизм и стоицизм (см. Греческая философия). Дальше от практической жизни стояла историография, которая тоже в Афинах или под афинскими влияниями обрела себе таких представителей, как Геродот, Фукидид, Ксенофонт. Первый из них (см.), уроженец дорийско-ионийского Галикарнаса, писавший ионийскою прозою, был истым афинянином по своим политическим симпатиям и личным отношениям, по основной мысли всего повествования, согласно которой спасителями Эллады от ига варваров были афиняне. Идеей непрестанного вмешательства карающего и смиряющего божества объединяется у историка разнороднейший материал, часто лишь внешним образом относящийся к главному предмету повествования — эллино-варварской борьбе. Легенде и басням отводится ещё много места. Одному только событию, притом современному, посвящён исторический труд Фукидида о Пелопоннесской войне. Уровень критики здесь несравненно выше, чем у Геродота, но место религиозной тенденции заступает художественная. Выразительнейшим признаком такой перемены служит обилие речей в Фукидидовском сочинении, которые отвечают понятию художественной правды, но не документальной, исторической. Главным фактором исторических событий и катастроф Фукидид почитает не богов, но самого человека с его характером и умом, его расчетами и ошибками. Историку приходилось бороться с несовершенствами тогдашней прозы, которыми обусловлена относительная трудность изложения. Глубокомыслием и точностью выражений искупаются стилистические недостатки. Идеал государственного деятеля для Фукидида — Перикл. Важнейший исторический труд Ксенофонта, История Эллады, посвящён главным образом времени гегемонии Спарты и Фив после Пелопоннесской войны, окончившейся разорением и политическим упадком Афин. Ксенофонт как писатель принадлежит Афинам по происхождению, образованию и языку (на котором заметно влияние Исократа), но не по общественному настроению и не по личным симпатиям. Почтительный ученик Сократа, он в то же время был горячим поклонником спартанца Агесилая и идеализировал Кира (Агесилай, Киропедия). По степени достоверности и беспристрастия, по верности понимания событий он далеко уступает Фукидиду, но настолько же превосходит его как интересный рассказчик о разнороднейших предметах домашнего быта и общественных отношений, воспитания, морали и т. п. Решительно порвав узы городского, даже эллинского патриотизма, Ксенофонт охотнее шёл на службу к персидскому царевичу или спартанскому царю, чем оставался на родине, где не всё отвечало его политическим идеалам и правилам поведения. В его «Киропедии» мы находим древнейший образчик романического рассказа в европейской литературе. Его «Отступление десяти тысяч» изобилует картинами и описаниями нравов полудиких народов, между прочим, некоторых частей нынешней Азиатской России.

### Конец классической эпохи
С водворением македонского господства были закреплены и получили новую силу условия греческой образованности и литературы, слагавшиеся в этому времени под влиянием внутренних отношений в самом эллинском мире. Потребность в политической организации более удовлетворительной и целесообразной чувствовалась и сознавалась задолго до появления на исторической сцене Филиппа и Александра. Узы городского патриотизма были разрушены успехами философской мысли и художественного творчества, торговыми и промышленными отношениями. По словам Исократа, «афиняне достигли того, что имя эллина стало даваться не за принадлежность к эллинской расе, но за умственное развитие, и должно прилагаться скорее к тем людям, которые причастны к нашей образованности, нежели к тем, которые одного с нами происхождения». Сократ учил, что человек — гражданин всего мира. Практическое влияние подобных идей и такого настроения, хотя и одностороннее, можно уже наблюдать на Ксенофонте. Чувствовалась потребность в такой политической организации, которая совместила бы в себе выгоды самой широкой областной автономии и силу национального единства. Завоеватели Эллады, как македоняне, так потом и римляне, не удовлетворили, однако, этой потребности; многое они разрушили, остальное приспособили к своим национальным интересам. Вот почему обращение Эллады в состояние, зависимое от македонских царей, от римского народа или римских императоров, не сопровождалось творческим движением в области искусства или философии, хотя всё-таки эллинский гений не иссяк и в новых, менее благоприятных условиях; он утратил только прежнюю яркость и оригинальность, и производительность его ослабела. Как в македонском, так и долгое время в римском периоде произведения эллинского искусства и науки оставались главным фактором просвещения древнего мира.

## Эллинистический период
Состояние политической зависимости от Македонии и возникновение новых центров эллинской образованности совпадают в литературе с так называемым александрийским периодом, продолжающимся приблизительно до основания Римской империи (300-30 до н. э.). Участие Лагидов в литературе, начиная с Птолемея I, основание в Александрии Музея и двух библиотек — все это определяло характер и содержание новой литературной деятельности и сменило собою те стимулы художественного и научного творчества, которые содержались в органической связи между деятельным гражданством и выразителями его нужд и стремлений. Целые отрасли литературы перестали существовать, как, например, политическое красноречие, политическая комедия, также трагедия; другие получили новое направление, преимущественно риторическое и стилистическое (историография, некоторые виды поэзии); третьи возникли и установились впервые, как, например, многие научные специальные дисциплины, а в поэзии — идиллия и эротическая лирика. Умственная жизнь выражалась главным образом в собирании, классификации и изучении материала. Больше всего александрийским учёным Европа обязана тем, что сохранилось от греческой древности; вся римская наука и средневековая были не чем иным, как усвоением того, к чему в своих изысканиях пришли александрийские учёные; некоторые из нынешних научных дисциплин восходят к тому же периоду. Насколько важен этот период для европейской науки, явствует из того, например, что продолжателем Архимеда в научной механике был Галилей. «Начала» Евклида представляют до настоящего времени образец руководства по геометрии, нынешняя филологическая критика многим обязана тогдашним грамматикам и проч.
В ряду научных дисциплин того времени первое место занимала филология, в том числе литературная критика. Каллимаху, Зенодоту, Аристофану, Аристарху, Дидиму принадлежат громадные заслуги по восстановлению, сохранению и объяснению древних текстов. Основателями научной географии и хронологии были Эратосфен, Аполлодор, Тимей. Историография развивалась в двояком направлении: с одной стороны, не было недостатка в попытках построить универсальную, всеобщую историю (Полибий), с другой — многочисленны были изыскания в области истории отдельных городов и стран (Филохор, Мегасфен, Манефон и др.). В риторике господствовали три школы: афинская, азиатская, родосская. Развивались и науки естественноисторические, математические, медицина. В поэзии преимущественное внимание обращалось на тщательнейшую разработку и отделку существующих форм, на внесение в область стихотворного изложения новых тем и сюжетов, дидактических, мифологических, эротических, шутливых (Каллимах, Риан, Аполлоний). Удаление поэзии от политики как бы возмещено было идиллическими картинками пастушеской и вообще простонародной жизни, исполненными художественной правды, искреннего чувства в стихотворениях Феокрита, Биона, Мосха. Кроме Александрии, важным центром литературного и вообще умственного движения была резиденция Атталидов, Пергам. Ср. Couat, «Poésie Alexandrine sous les trois premiers Ptolémées» (1882); Susemihl, «Gesch. d. gr. Litteratur in der Alexandrinerzeit» (I—II, 1891-92); Деревицкий, «О начале историко-литературных занятий в древней Греции» (Харьков, 1891).

## Римский период

### Софистика в риторике, историографии и географии
Наиболее характеристическую принадлежность римского периода греческой литературы составляет софистика, со стороны формы представлявшая собою возрождение классической литературы. Она была подготовлена усилиями стилистов-теоретиков Августова века воскресить для литературы аттицизм во всей классической чистоте его. Поэтому в качестве предшественников софистики стоит назвать Дионисия из Галикарнаса и Цецилия из Калакты. Однако софисты не довольствовались изучением и усвоением аттических писателей; они щеголяли друг перед другом и перед публикой изысканностью слов и оборотов, которые они находили в забытых литературных памятниках. II и III веков н. э. были благодаря софистам настоящим торжеством эллинского языка и образованности, праздником остроумия, изобретательности и изящества речи, на который стекались любопытные отовсюду и которым неослабно поддерживался интерес к древнеэллинской культуре. Адриан и Антонины, Юлиан и его преемники представляют два периода этой позднейшей софистики; каждый из них имел и своего историка, Филострата и Евнапия. Успех софистики немало содействовал распространению греческого языка и литературы в отдалённых частях римского мира; греческие школы в этом периоде процветали не только в Афинах или Александрии, в Пергаме или на Родосе, но также в Антиохии, Тарсе, Византии, Массилии. Причастными к греческой литературе являются, кроме греков, иудеи, сирияне, египтяне. Политическое подчинение Риму признавалось и в эллинской среде явлением неизбежным и благодетельным (Полибий, Страбон, Диодор, Дионисий). Пока не приобрела силу софистика, направление александрийской школы оставалось господствующим и после обращения Египта в римскую провинцию. Космополитическая и вместе нравоучительная тенденция проявляется ярко в историографии: Диодор, Дионисий, Николай Дамаскин, Плутарх, более поздние Арриан, Дион Кассий, Аппиан и другие. Из географов и периэгетов наиболее прославились Страбон, Павсаний, Клавдий Птолемей, система мироздания которого держалась нерушимо до Коперника, образцами софистического красноречия могут служить речи Диона Хризостома конца I века, Элия Аристида, Фемистия и других II и III веков. Отцы Церкви Григорий Назианский, Василий Великий, Иоанн Златоуст почитались учениками известных софистов-язычников.

### Сатира
Замечательнейшею личностью в литературе II века является сириец по происхождению, весьма плодовитый и остроумный писатель, Лукиан из Самосаты. Блестящим представителем сатирического направления софистики в IV веке был император Юлиан. Теория красноречия разрабатывалась также с большим старанием: не говоря о более ранних писателях, отметим в этой области Гермогена во II веке и Лонгина — в III-м.

### Философия
В философии преобладали стоицизм (Эпиктет, М. Аврелий) и неоплатонизм (Плотин, Порфирий, Прокл). Занятия грамматикой, изучение наречий, составление словарей продолжались и в этом периоде. Через весь римский период проходит в постепенном развитии вид прозаической литературы, всего ближе отвечающий нашему понятию романа. Составные элементы его — эротический, чудесный, описательный — существовали в греческой литературе искони; в александрийской школе поэтов и прозаиков они в отдельном виде разрабатывались не без успеха то в эротических стихотворениях, то в описаниях путешествий по странам далёким и чудесным.

### Греческий роман
Однако систематическое сочетание всех необходимых для романа элементов воедино, в прозаические рассказы о влюблённых, с подробными описаниями картин природы, с перечислением разного рода препятствий и приключений принадлежит римскому периоду (Антоний Диоген, Ямблих, Ксенофонт из Ефеса, Гелиодор, Мусей и др.); христианские писатели состязались с языческими в составлении подобных «драм». Развитию романа много помогла софистика, не останавливавшаяся ни перед каким вымыслом и создавшая пригодный для таких целей прозаический стиль (Rohde, "Der gr. Roman und seine Vorläufer, 1876). Пятый век нашей эры ознаменовался подобием возрождения античных видов творчества, преимущественно эпоса и гимнов (Квинт из Смирны, Нонн из Египта).

## Переход к средневековью
Многочисленные причины упадка литературной производительности эллинов, действовавшие со времён Аристотеля до закрытия философских школ Юстинианом, сводились к ослаблению связи между действительною жизнью народа и литературными произведениями, между массою населения и избранным меньшинством мыслителей, поэтов, учёных, художников. Официально возвещённое в половине IV века отождествление христианства с государством нанесло непоправимый ущерб языческой литературе: классические произведения эллинского гения подвергались запрещению и истреблению. Эдикт 529 года о закрытии школы неоплатоников в Афинах прекратил существование античной философии.